# TBS土曜10時枠の連続ドラマ
TBS土曜10時枠の連続ドラマ（ティービーエスどようじゅうじわくのれんぞくドラマ）は、1964年5月から1966年6月、1969年4月から1980年9月、1987年10月から1988年3月までTBS系列が土曜22時台に編成していたテレビドラマ放送枠である。
1964年5月から1966年6月および1987年10月から1988年3月まではTBSが、1969年4月から1975年3月までは朝日放送 (ABC) が、1975年4月から1980年9月までは毎日放送 (MBS) が作品製作を担当していた。

## 枠の歴史
1964年5月に、それまでの30分枠2本を統合する形で新設。TBS製作時代（第1期）には2年あまりの間に8作品を放送したが、1966年7月から映画番組の『土曜ロードショー』が編成されたことにより、この時間帯でのドラマの放送は一旦終了した。
その後、1969年4月に『土曜ロードショー』が金曜19:30枠へ移動したことにより、それまで金曜20時台に編成されていたABC製作のドラマ枠がこの時間帯へ移動する形で復活した。
TBS土曜22時台でのドラマ枠復活の背景には、当時『土曜ロードショー』の裏番組となっていた『大奥』（フジテレビ系列。製作：関西テレビ、東映）が最高で30%以上を記録するほどの高視聴率を獲得していた。このため、この事態に危機感を抱いていたTBSの上層部がこれに対抗すべく編成を動かした上で、『土曜ロードショー』を金曜19時台後半から21時台前半に移動させ、逆に金曜20時台のドラマ枠を土曜22時台に、金曜21時台前半のドラマ枠を（『東洋チャンピオンスカウト』を枠移動・時間短縮させた上で）木曜21時台後半に移動させたものと見られている。当時はTBS製作の『娘すし屋繁盛記』を金曜21時からの30分枠で放送していたが、木曜21時台後半へ移動した際に放送枠を45分に拡大。そして同作品の終了後にABC製作ドラマ枠となった。
ABC製作時代初期には『悪一代』『天保つむじ風』『魔像・十七の首』『戦国艶物語』などの時代劇を放送していたが、制作費の高騰と視聴率の低迷に伴い、1970年5月から現代ドラマの放送へ移行した。特に同年10月から放送した『お荷物小荷物』は、それまでのテレビドラマの常識を破る試みが幅広い視聴者に受け入れられ、高視聴率を獲得するほどの人気番組となった。またその後、『木枯し紋次郎』に対抗する形でスタートした『必殺仕掛人』に端を発する『必殺シリーズ』が人気を呼んだ。
1975年春のネットチェンジでMBS製作枠となってからは、『影同心』シリーズや角川春樹事務所と提携したサスペンス系ドラマなどが放送された。特に1977年の『横溝正史シリーズ』は、ブームの頂点と時期が一致したこともあって最高40%の大ヒットとなる。しかし、その後は次第に低下傾向をたどったため、時代劇復帰を試みるがうまくいかずにMBSは本時間枠のドラマ製作から撤退。その後、TBS製作枠となったこの時間帯では『JNN報道特集』がスタートし、しばらくの間ドラマは放送されなかった。
その後、1986年9月限りで廃止された土曜21時台の連続ドラマが、1987年秋の改編でこの土曜22時台に復活した。土曜21時台時代と同じく1時間枠の連続ドラマが放送されたが、連続ドラマの放送はわずか半年で終了した。

ドラマの放送自体はその後も続き、1988年4月から単発2時間ドラマの放送枠となり、サスペンス系中心の『土曜ドラマスペシャル』設定後、1989年10月より『ドラマチック22』が1991年3月まで放送された。

## 放送作品一覧

### TBS製作時代（第1期）
- いまに見ておれ（1964年5月9日 - 8月1日）
- 負けるが勝ち（1964年8月8日 - 10月31日）
- おれは大物（1964年11月7日 - 1965年5月1日）
- 土曜グランド劇場（1965年5月8日 - 8月28日） - 日本テレビの『土曜グランド劇場』とは無関係。
  - クレイジー太閤記（1965年7月3日 - 7月10日）
  - 夜の鶴（1965年7月17日 - 7月31日）
- 夜の配当（1965年9月4日 - 9月25日）
- てっぺん野郎（1965年10月2日 - 1966年1月29日）
- 土曜日の虎（1966年2月5日 - 1966年6月27日）

### ABC製作時代
- 悪一代（1969年4月5日 - 6月28日） - この作品から22:05 - 23:00の放送。
- 天保つむじ風（1969年7月5日 - 9月27日）
- 魔像・十七の首（1969年10月4日 - 11月29日）
- 戦国艶物語（1969年12月6日 - 1970年5月16日） - この作品の第18話（1970年4月4日放送分）から22:00 - 22:56の放送。
- 目の上のタンコブ（1970年5月23日 - 7月11日）
- おやじ火山（1970年7月18日 - 10月10日）
- お荷物小荷物（1970年10月17日 - 1971年2月13日）
- おも舵とり舵（1971年2月20日 - 4月10日）
- 白雪姫と七人の悪党たち（1971年4月17日 - 8月28日）
- 天皇の世紀 第一部（1971年9月4日 - 11月27日） - 第2部は1973年10月から1974年3月にドキュメンタリーとして放送。
- お荷物小荷物・カムイ編（1971年12月4日 - 1972年4月15日）
- 君たちは魚だ（1972年4月22日 - 8月19日）
- 必殺仕掛人（1972年9月2日 - 1973年4月14日） - この作品の第6話（1972年10月7日放送分）から22:00 - 22:55の放送。
- 必殺仕置人（1973年4月21日 - 10月13日）
- 助け人走る（1973年10月20日 - 1974年6月22日）
- 暗闇仕留人（1974年6月29日 - 12月28日）
- 必殺必中仕事屋稼業（1975年1月4日 - 3月29日） - MBSとのネットチェンジに伴い、同年4月からはNETテレビ（現・テレビ朝日）系 金曜22時台へ放送枠を移動した上で継続。

### MBS製作時代
- 影同心（1975年4月5日 - 10月11日）
- 影同心II（1975年10月18日 - 1976年3月27日）
- 隠し目付参上（1976年4月3日 - 9月25日）
- 江戸特捜指令（1976年10月2日 - 1977年3月26日）
- 横溝正史シリーズ（1977年4月2日 - 10月1日）
- 森村誠一シリーズ
  - 腐蝕の構造（1977年10月8日 - 11月19日）
  - 暗黒流砂（1977年11月26日 - 12月24日）
  - 人間の証明（1978年1月7日 - 4月1日）
- 横溝正史シリーズII（1978年4月8日 - 10月28日）
- 森村誠一シリーズII
  - 青春の証明（1978年11月4日 - 12月30日）
  - 野性の証明（1979年1月6日 - 3月31日）
- 高木彬光シリーズ
  - 検事霧島三郎
    - (1)（1979年4月7日 - 5月19日）
    - (2)「炎の女」（1979年5月26日 - 6月23日）
    - (3)「密告者」（1979年6月30日 - 7月28日）

  - 白昼の死角（1979年8月4日 - 9月29日）
- 黒岩重吾シリーズ
  - 女の樹林（1979年10月6日 - 11月17日）
  - 水の中の砂漠（1979年11月24日 - 12月29日）
  - 裂けた星（1980年1月5日・12日、前後編で放送）
  - 愛の装飾（1980年1月19日 - 2月23日）
  - 女の熱帯（1980年3月1日 - 3月29日）
- 雪姫隠密道中記（1980年4月5日 - 9月27日）

### TBS製作時代（第2期）
- 赤ちゃんに乾杯!（1987年10月10日 - 12月26日）
- 親子ウォーズ（1988年1月9日 - 3月26日）